# كهف سبوك
كهف سبوك (بالإنجليزية: Spook Cave)‏؛ هو كهف يقع في مقاطعة كلايتون في الولايات المتحدة.

## السياحة
يعد «كهف سبوك» أحد مواقع الجذب السياحي في مقاطعة كلايتون في ولاية آيوا الأمريكية.